# Henry De Vere Stacpoole

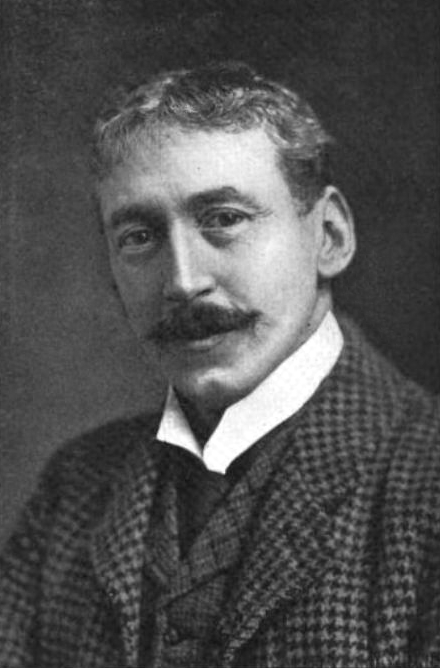
Henry De Vere Stacpoole

Henry De Vere Stacpoole (* 9. April 1863 in Dún Laoghaire, Irland; † 12. April 1951 in Shanklin, Isle of Wight, England) war ein irischer Schriftsteller.

## Leben
Henry De Vere Stacpoole wurde als Sohn einer Kanadierin und eines Geistlichen, der einer Kirche vorstand, geboren. Er studierte am Malvern College und machte 1891 seinen Abschluss in Medizin am St. George’s and St. Mary’s Hospital in London. Anschließend nahm er eine Stelle als Schiffsarzt bei der Royal Navy an und reiste in den Südpazifik. Bereits früh interessierte er sich für Literatur. Nachdem er sich in den 1890er Jahren mit dem angloamerikanischen Schriftsteller John Oliver Hobbes befreundet hatte, wurde er Mitglied im Literaturkreis Yellow Book. Er begann mit dem Schreiben. Seine beiden ersten Romane waren nicht von Erfolg gekrönt, weswegen er 1904 den Royal Literary Fund um finanzielle Hilfe bat. Da er an Ischialgie und Depressionen leide – so brachte Henry De Vere Stacpoole vor – fände er keine Arbeit mehr. Genauer – von seinem Einkommen von £150, welches er durch das Schreiben verdiene, könne er nicht leben.
Seine beiden nächsten Romane The Crimson Azaleas (1907) und The Blue Lagoon (1908) wurden Bestseller, die seine finanziellen Probleme lösten. Er zog nach Chelmsford, Essex und später nach Bonchurch, Isle of Wight. Dort schrieb er weitere Romane, darunter Historienromane, eine Biografie über den bedeutenden französischen Dichter François Villon und mit Men and Mice, 1863-1942 (1942) und More Men and Mice (1945) zwei Autobiografien. Seine Werke wurden in mehrere Sprachen übersetzt, darunter ins Niederländische, Schwedische, Französische, Italienische und auch ins Deutsche.
1920 wurden mit Garryowen, basierend auf seinem 1909 erschienenen Roman Garryowen: The Romance of a Race-Horse, und The Man Who Lost Himself, basierend auf seinem 1918 erschienenen Roman The Man Who Lost Himself, die ersten beiden Werke verfilmt.
Die blaue Lagune, sein bekanntester Roman, wurde fünfmal verfilmt:
- 1923 in Südafrika mit Molly Adair, verschollen
- 1949 in Großbritannien, siehe Die blaue Lagune (1949)
- 1980 in den USA, siehe Die blaue Lagune (1980)
- 1983 in Indonesien
- 2012 in den USA, siehe Blue Lagoon: Rettungslos verliebt

Stacpoole war zweimal verheiratet. Nachdem seine erste Frau verstorben war, heiratete er 1938 deren Schwester Florence Robson.

## Werke
- 1894: The Intended: A Novel
- 1895: Pierrot! A Story
- 1897: Death, the Knight, and the Lady: A Ghost Story
- 1899: The Doctor: A Study from Life
- 1899: The Rapin (Neuveröffentlichung von 1910: Toto: A Parisian Sketch)
  - 1901: Toto. Engelhorn Verlag, 160 Seiten
- 1900: Pierrette (mit Illustrationen von Charles Robinson (Illustrator))
- 1914: The Little Prince
- 1914: Pierrette (Neuveröffentlichung von 1914: Poppyland)
- 1914: The Story of Abdul and Hafiz
- 1901: The Bourgeois
  - 1904: Der Bourgeois. Engelhorn Verlag, 160 Seiten
- 1902: The Lady-Killer
- 1906: Fanny Lambert: A Novel
  - 1909: Fanny Lambert. Engelhorn Verlag, 180 Seiten
- 1906: The Golden Astrolabe (gemeinsam mit W. A. Bryce)
- 1907: The Meddler: A Novel of Sorts (gemeinsam mit W. A. Bryce)
- 1908: The Crimson Azaleas: A Novel; ISBN 978-1-4373-1116-7
- 1908: The Blue Lagoon
  - 1924: Die blaue Lagune: Ein Südsee-Roman, A. Scherl, 170 Seiten
- 1908: The Cottage on the Fells
- 1908: Patsy: A Story
- 1908: The Reavers: A Tale of Wild Adventure on the Moors of Lorne (gemeinsam mit W. A. Bryce)
- 1908: The Man Without a Head (unter dem Pseudonym Tyler De Saix)
- 1908: The Vulture's Prey (unter dem Pseudonym Tyler De Saix)
- 1909: Garryowen: The Romance of a Race-Horse
  - 1912: Die letzte Karte. Engelhorn Verlag, 310 Seiten
- 1909: The Pools of Silence
  - 1926: Die schweigenden Wasser: Ein Reise- u. Jagdroman vom Kongo. Robert Lutz, 243 Seiten
- 1910: The Drums of War
- 1910: Poems and Ballads
- 1910: The Cruise of the King Fisher: A Tale of Deep-Sea Adventure
- 1911: The Ship of Coral: A Tropical Romance
- 1912: The Order of Release
- 1912: The Street of the Flute-Player: A Romance
- 1913: Molly Beamish
- 1913: Bird Cay
- 1913: The Children of the Sea: A Romance
  - 1931: Kinder des Meeres. Ullstein Verlag, 308 Seiten
- 1914: The Poems of Francois Villon
- 1914: Father O’Flynn
- 1914: The New Optimism
- 1914: Monsieur de Rochefort: A Romance of Old Paris (US-Veröffentlichung: The Presentation)
- 1915: The Blue Horizon: Romance from the Tropics and the Sea
- 1915: The North Sea and Other Poems
- 1915: The Pearl Fishers
  - 1951: Die Perlenfischer. Goldmann Verlag, 217 Seiten
- 1915: The Red Day
- 1916: The Reef of Stars: A Romance of the Tropics (US-Veröffentlichung: The Gold Trail)
- 1916: Corporal Jacques of the Foreign Legion
  - 1927: Korporal Jacques von der Fremdenlegion: Roman. Enßlin & Laiblin, 96 Seiten
- 1916: François Villon: His Life and Times, 1431–1463
- 1917: In Blue Waters
- 1917: Sea Plunder
- 1917: The Starlit Garden: A Romance of the South (US-Veröffentlichung: The Ghost Girl)
- 1918: The Willow Tree: The Romance of a Japanese Garden
- 1918: The Man Who Lost Himself
- 1919: The Beach of Dreams: A Story of the True World
- 1919: Under Blue Skies
- 1920: Sappho: A New Rendering
- 1920: A Man of the Islands
- 1920: Uncle Simon, co-authored by Margaret Stacpoole (US-Veröffentlichung: The Man Who Found Himself)
- 1921: Satan: A Story of the Sea King’s Country
- 1921: Satan: a Romance of the Bahamas
- 1922: Men, Women, and Beasts
- 1922: Vanderdecken: The Story of a Man
- 1923: The Garden of God
- 1924: Golden Ballast
  - 1952: Gold auf der Baltrum. Goldmann Verlag, 204 Seiten
- 1924: Ocean Tramps
- 1925: The House of Crimson Shadows: A Romance
- 1925: The Gates of Morning
  - 1951: Das Tor des Morgens. Goldmann Verlag, 218 Seiten
- 1925: The City in the Sea
  - 1934: Die Stadt im Meer. Übertr. von Ravi Ravendro. Goldmann Verlag, 250 S.
- 1926: Stories East and West: Tales of Men and Women
- 1927: The Mystery of Uncle Bollard
- 1927: Goblin Market: A Romance
- 1928: Tropic Love
- 1928: Roxanne (US-Veröffentlichung: The Return of Spring)
  - 1929: Roxanne. Th. Knaur, 256 Seiten
- 1929: Eileen of the Trees
- 1929: The Girl of the Golden Reef: A Romance of the Blue Lagoon
- 1953: Das goldene Riff. Goldmann Verlag, 203 Seiten
- 1930: The Tales of Mynheer Amayat
- 1930: The Chank Shell: A Tropical Romance of Love and Treasure (US-Veröffentlichung: The Island of Lost Women)
  - 1953: Sie zünden das Schiff an. Goldmann Verlag, 205 Seiten
- 1931: Pacific Gold
- 1932: Love on the Adriatic
- 1932: The Lost Caravan
- 1933: Mandarin Gardens
- 1933: The Naked Soul: The Story of a Modern Knight
- 1933: The Blue Lagoon Omnibus
- 1934: The Vengeance of Mynheer Van Lok and Other Stories
- 1935: The Longshore Girl: A Romance
- 1935: Green Coral
- 1936: The Sunstone
- 1937: In a Bonchurch Garden: Poems and Translations
- 1937: Ginger Adams
- 1938: High-Yaller
- 1938: Old Sailors Never Lie and Other Tales of Land and Sea by One of Them
- 1939: Due East of Friday
- 1941: An American at Oxford
- 1942: Men and Mice, 1863–1942 (Autobiografie)
- 1943: Oxford Goes to War: A Novel
- 1945: More Men and Mice (Autobiografie)
- 1946: Harley Street: A Novel
- 1946: The Story of My Village
- 1949: The Land of Little Horses. A Story
- 1949: The Man in Armour